# Concejo Municipal de Los Taques
El Concejo Municipal de Los Taques es el órgano legislativo del Municipio Los Taques del Estado Falcón en Venezuela.

## Sede
La sede del Concejo Municipal de Los Taques, se encuentra dentro de la Alcaldía del Municipio Los Taques. Por lo tanto, la alcaldía queda entre las avenidas Falcón y Ecuador en la Parroquia Los Taques

### Archivos

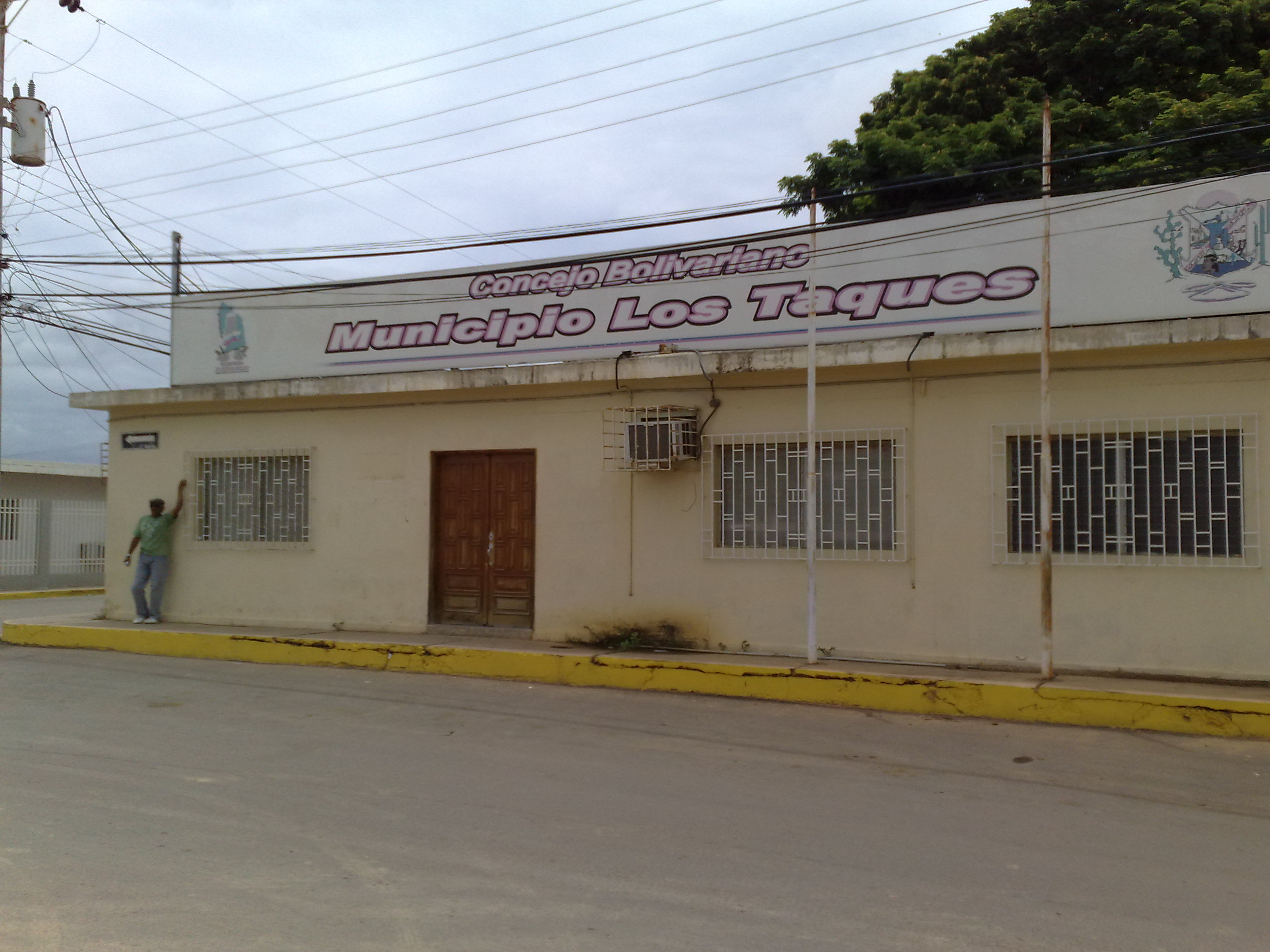
Antigua sede de la Cámara Municipal.

### Requisitos
Véase 
Requisitos para ser Concejal:
- Ser venezolano o venezolana.
- Mayor de 21 años de edad.
- Tener residencia en el Municipio durante, al menos, los tres últimos años previos a su elección.
  - En el caso de los municipios fronterizos, los venezolanos por naturalización deben tener más de diez años de residencia en el Municipio.

Requisitos para ser Secretario/Secretaria
- Ser venezolano o venezolana.
- Mayor de edad.
- Gozar de sus derechos civiles y políticos.
  - Los candidatos deberán tener idoneidad y competencia para el ejercicio del cargo.
  - Poseer título universitario o de técnico superior.

## Junta Directiva
| Período 2021 - 2025 | Período 2021 - 2025 | Período 2021 - 2025 | Período 2021 - 2025 | Período 2021 - 2025                                         |
| Periodo             | Presidencia         | Vicepresidencia     | Alcalde / Alcaldesa | Notas                                                       |
| ------------------- | ------------------- | ------------------- | ------------------- | ----------------------------------------------------------- |
| 2021-2022           | Annoly Arias        | Luis Zarraga        | Maria Arcaya        | Se instala la junta directiva para el primer período anual. |
| 2022-2023           | Annoly Arias        | Luis Zarraga        | Maria Arcaya        | Ratificada la junta directiva.                              |
| 2023-2024           | Annoly Arias        | Luis Zarraga        | Maria Arcaya        | Ratificada la junta directiva.                              |
| 2024-2025           | Annoly Arias        | Luis Zarraga        | Maria Arcaya        | Ratificada la junta directiva.                              |
| 2025-2026           | Annoly Arias        | Luis Zarraga        | Maria Arcaya        | Ratificada la junta directiva.                              |

| Período 2025 - 2029 | Período 2025 - 2029 | Período 2025 - 2029 | Período 2025 - 2029 | Período 2025 - 2029                                         |
| Periodo             | Presidencia         | Vicepresidencia     | Alcalde / Alcaldesa | Notas                                                       |
| ------------------- | ------------------- | ------------------- | ------------------- | ----------------------------------------------------------- |
| 2025-2026           | Annoly Arias        | Luis Zarraga        | Maria Arcaya        | Se instala la junta directiva para el primer período anual. |

## Composición actual y Comisiones de Trabajo
La composición del Concejo está formada por siete (7) concejales, de los cuales se selecciona un Presidente y un Vicepresidente entre los mismos concejales electos. Los cargos de secretaria y subsecretaria no están directamente vinculados al Concejo Municipal, pero estos puestos son designados o destituidos por la decisión mayoritaria de los miembros de la cámara municipal. En el día de la elección popular, los concejales son elegidos de dos maneras: parroquial (Nominal) y Municipal (Lista).

Nominal: Parroquias; Judibana y Los Taques.

Lista: Todo el municipio Los Taques.

Asimismo, el concejo se organiza en comisiones de trabajo para las diferentes áreas que determine la legislatura.

### Composición Actual - IX Legislatura (Período 2025 - 2029)
| 7 |  |
|   |  |

| Concejales:                 | Partido político / Alianza |
| --------------------------- | -------------------------- |
| Juan José Eljuri            |                            |
| Joel Gómez Lugo             |                            |
| Pedro Puyosa Dorante        |                            |
| Orlena Dacosta Gómez Vargas |                            |
| Annoly Arias                |                            |
| Denny Madriz Medina         |                            |
| Luis Zarraga Zavala         |                            |

### Orden de Comisiones de Trabajo
| Comisión:                                                   | Presidencia | Vicepresidencia | Miembro |
| ----------------------------------------------------------- | ----------- | --------------- | ------- |
| Comisión de Justicia, Derechos y Garantías Constitucionales | -           | -               | -       |
| Comisión de Finanzas                                        | -           | -               | -       |
| Comisión de Desarrollo Social                               | -           | -               | -       |
| Comisión de Ambiente, Ciencia y Tecnología                  | -           | -               | -       |
| Comisión de Participación Ciudadana                         | -           | -               | -       |
| Comisión Turística, Deportiva, Recreativa y Cultural        | -           | -               | -       |
| Comisión de Educación                                       | -           | -               | -       |
| Comisión de Servicios Públicos                              | -           | -               | -       |
| Comisión de Asuntos Religiosos                              | -           | -               | -       |
| Comisión de Obras Públicas                                  | -           | -               | -       |
| Comisión de Salud                                           | -           | -               | -       |

## Composición Histórica del Concejo
I Legislatura / Período 1989 - 1992 
| Concejales:           | Partido político / Alianza |
| --------------------- | -------------------------- |
| Alexis Acosta         |                            |
| Henry Goitía          |                            |
| Ramón Weffer          |                            |
| María Marín de Falcón |                            |
| José Gonzalo Dirinot  |                            |
| Gerardo González Díaz |                            |
| Edgar Reyes Ruiz      |                            |

 II Legislatura / Período 1992 - 1995 
| Concejales:           | Partido político / Alianza |
| --------------------- | -------------------------- |
| María Marín de Falcón |                            |
| Enrique Laguna        |                            |
| Westalia de Díaz      |                            |
| Williams Pérez        |                            |
| Jorge Quilote         |                            |
| Amabilis Aldana       |                            |
| Edgar Reyes Ruiz      |                            |

 III Legislatura / Período 1995 - 2000 
| Concejales:            | Partido político / Alianza |
| ---------------------- | -------------------------- |
| Julio César Rodríguez  |                            |
| Marina Dirá de Guevara |                            |
| Gumercindo Sánchez     |                            |
| Gilberto Valdez        |                            |
| Rosa Molina Díaz       |                            |
| Lila Rodríguez         |                            |
| Alexander Valdez       |                            |

IV Legislatura / Período 2000-2005
| Concejales: | Partido político / Alianza |
| ----------- | -------------------------- |
| '           |                            |
| '           |                            |
| '           |                            |
| '           |                            |
| '           |                            |
| '           |                            |
| '           | INDEPENDIENTE              |

V Legislatura / Período 2005-2013
| Concejales: | Partido político / Alianza |
| ----------- | -------------------------- |
| '           |                            |
| '           |                            |
| '           |                            |
| '           |                            |
| '           | '                          |
| '           | '                          |
| '           | '                          |

 VI Legislatura / Período 2013 - 2018 
| Concejales         | Partido político / Alianza |
| ------------------ | -------------------------- |
| José David Falcón  |                            |
| Maria Arcaya       |                            |
| Rommy Falcón       |                            |
| Juan José Eljuri   |                            |
| Juan Carlos Campos |                            |
| Jenny Rodríguez    |                            |
| Orlando Díaz       |                            |

 VII Legislatura / Período 2018 - 2021 
| Concejales       | Partido político / Alianza |
| ---------------- | -------------------------- |
| Maria Arcaya     |                            |
| Rommy Falcon     |                            |
| Robert Díaz      |                            |
| Reina Chirinos   |                            |
| Oscar Rebolledo  |                            |
| Juan José Eljuri |                            |
| Keren Muñóz      |                            |

 VIII Legislatura / Período 2021 - 2025 
| Concejales:      | Partido político / Alianza |
| ---------------- | -------------------------- |
| Juan José Eljuri |                            |
| Edison Román     |                            |
| Amarilis Goitia  |                            |
| Annoly Arias     |                            |
| Luis Zarraga     |                            |
| Branys Daal      |                            |
| Rosa Salazar     |                            |